# Твін-Оукс (Міссурі)
Твін-Оукс (англ. Twin Oaks) — селище (англ. village) в США, в окрузі Сент-Луїс штату Міссурі. Населення — 605 осіб (2020).

## Географія
Твін-Оукс розташований за координатами 38°33′57″ пн. ш. 90°30′4″ зх. д. / 38.56583° пн. ш. 90.50111° зх. д. (38.565719, -90.500981).  За даними Бюро перепису населення США в 2010 році селище мало площу 0,69 км², уся площа — суходіл.

## Демографія
Згідно з переписом 2010 року, у селищі мешкали 392 особи в 177 домогосподарствах у складі 107 родин. Густота населення становила 570 осіб/км².  Було 182 помешкання (264/км²).
Расовий склад населення:
| - 97,4 % — білих - 0,8 % — чорних або афроамериканців - 0,5 % — азіатів |

До двох чи більше рас належало 0,8 %. Частка іспаномовних становила 1,0 % від усіх жителів.
За віковим діапазоном населення розподілялося таким чином: 14,3 % — особи молодші 18 років, 64,5 % — особи у віці 18—64 років, 21,2 % — особи у віці 65 років та старші. Медіана віку мешканця становила 49,0 року. На 100 осіб жіночої статі у селищі припадало 101,0 чоловіків;  на 100 жінок у віці від 18 років та старших — 93,1 чоловіків також старших 18 років.
Середній дохід на одне домашнє господарство  становив 86 098 доларів США (медіана — 72 679), а середній дохід на одну сім'ю — 96 549 доларів (медіана — 90 625). За межею бідності перебувало 5,7 % осіб, у тому числі 13,4 % дітей у віці до 18 років та 1,3 % осіб у віці 65 років та старших.
Цивільне працевлаштоване населення становило 173 особи. Основні галузі зайнятості: освіта, охорона здоров'я та соціальна допомога — 24,3 %, науковці, спеціалісти, менеджери — 13,3 %, фінанси, страхування та нерухомість — 11,6 %, роздрібна торгівля — 11,0 %.